# Іграшка долі
«Іграшка долі» (англ. Destiny Doll) — науково-фантастичний роман Кліффорда Сімака, вперше опублікований в 1971 року.

## Зміст
Досвічений космічний капітан Майкл Рос, переховувався на Землі після того,
як по недогляду продав нововідкриту планету як незаселену, а на ній згодом виявили розумний вид.
Земна аристократка і мисливиця Сара Фостер найняла його, щоб він разом з нею направився на пошуки Лоуренса Арлена Найта,
людини, якій чувся голос з космосу, що обіцяв привести в місце нескінченних знань.
Також з ними летіли: сліпий Джордж Сміт, у якого була здатність теж чути цей голос, та його опікун — монах Тук.
На планеті, на яку вказав Сміт, вони приземлились в єдиному космодромі поряд з іншими кораблями.
Їх зустріли коні-гойдалки, які попросили взяти всі необхідні речі і негайно піти з ними у сховище.
Лишатись на кораблі вони вважали небезпечним.
Земляни погодились. Подорозі в сховище, вони побачили, як невідомий механізм покрив їх корабель білою фарбою, яку неможливо було зруйнувати.
Коні-гойдалки розповіли, що це планета-пастка, яка заманює до себе таємничим голосом і потім таємничий механізм ізолює кораблі.
Їхньою роллю було приймати всіх жертв і допомагати пережити першу ніч.
Коні привезли землян в один з будинків у місті, де їх зустрів гном, який передивлявся на екрані пейзажі різних планет.
Він одразу, без їхньої згоди, перемістив їх на одну з них.
Це була пустеля, в якій капітан допоміг іншопланетній істоті, яка теж потрапила сюди таким чином. Він назвав її Хух.
Хух був триєдиною істотою, і незабаром мав перейти із другої в третю форму.
Сліпий Сміт та Хух відчували двері між планетами, але не могли їх відкрити.
Але їм допоміг місцевий мешканець, який слідкував за прибульцями.
Повернувшись назад, земляни примусом дізнались у гнома, що у нього є робот Найта Роско, але його мозок був проданий племені кентаврів,
одним із жертв планети, що поселились десь у глушині.
Капітан забрав коней і земляни направились на пошуки кентаврів.
Через декілька днів, на їх шляху постало кілометрове дерево, яке обстріляло їх небезпечними кульками.
Незважаючи на смертельну небезпеку, кульки почали збирати щурі і зносити у величезні підвали.
Сміт та Хух відчували в дереві якусь древню енергію. Тук знайшов біля дерева дошку-ляльку, з якою тепер не розлучався.
Голос, який чув Сміт, лунав десь поряд.
Вночі Сміт пропав.
В наступній перестрілці капітан зрізав дерево лазером, але отримав численні поранення.
Хухові довелось профільтрувати його кров, щоб вивести яд.
На привалі коні втекли, а Хух перевитратив енергії, намагаючись їх повернути.
Тук погодився віддати частину своїх життєвих сил, щоб відновити енергію.
Далі земляни визволили з пастки коня Пейнта.
Знайдені кентаври викликали землян на кінну дуель.
Капітан на Пейнті мав намір перемогти, але влучний постіл Сари позбавив його перемоги.
Земляни отримали мозок і зібрали Роско, але мова його була пошкоджена.
Хоча він вказав напрямок до свого хазяїна Найта.
На одному з привалів пропав і Тук, залишивши свою ляльку.
Врешті земляни і їх друзі знайшли місто де мешкав Найт.
Який запропонував їм всім оселитись в одному з розкішних порожніх будинків.
І користуватись вічним життям для всіх мешканців міста.
Однак, розмову перервав Хух, який зняв гіпноз і показав справжній вид міста і його жителів — місто було вкрай занедбане,
а його жителями були живі трупи.
Героям довелося терміново втікати.
Але вночі гіпноз заставив Сару повернутись в місто Найта. Капітан відправив Пейнта очікувати її на краю міста.
Хух мав перейти в третю подобу, яка знаходилась на його планеті і попрощався з капітаном.
Повернувшись в місто космопорта, той зайнявся пристроєм переміщення між планетами,
щоб пошукати за одними з воріт космічний корабель для повернення додому.
З щоденників Найта він дізнався, що прийшла раса «садоводів» посадила тут дерева і заманювали представників всіх рас, на цю планету,
щоб дерева могли накопичувати їхні знання і заключати їх в плоди.
Дерева давали урожай, який накопичувався тисячі років, очікуючи відвідин господарів.
З пошуком корабля, капітану йому допоміг Роско, який із власних спогадів і щоденника Найта зібрав прилад для розблокування корабля.
Озброївшись, капітан із Роско повернулись по Сару, але вона вже їх очікували поза містом.
Їх взяли в облогу хижаки, і капітан вирішив дати нерівний бій.
Але Сара пояснила йому, що краще скористатись лялькою Тука.
Цю ляльку створила раса, витіснена садоводами. Вона допомагала відкрити двері до їхньої нової планети.
Цим скористався Тук. Сліпий Сміт скористався цим отримавши знання від голосів в своїй голові.
І про це тепер знав Хух в третій, найбільш потужній формі.
Який зараз вирішив зв'язатись зі свідомістю капітана.